# Racconigi
Pour les articles homonymes, voir Racconigi (homonymie).
Racconigi (en français Raconis) est une commune italienne de la province de Coni dans la région Piémont en Italie.

## Géographie

### Hameaux
Canapile, Oia, Tagliata

### Communes limitrophes
Caramagna Piemonte, Carmagnole (Italie), Casalgrasso, Cavallerleone, Cavallermaggiore, Lombriasco, Murello, Polonghera, Sommariva del Bosco

## Histoire
Avec l’annexion du Piémont à la France en 1797, Racconigi fit partie, de 1799 à 1814, du département (français) de la Stura. 
Un accord est conclu à Racconigi entre l'Italie et la Russie le 24 octobre 1909 qui prône le maintien du statu quo territorial dans les Balkans. Cet accord vise principalement l'Autriche-Hongrie, qui vient d'annexer l'année précédente la Bosnie-Herzégovine. Cet accord s'avère rapidement caduc après la constitution de la Ligue balkanique, qu est encouragée en sous-main par la Russie et est prélude aux guerres balkaniques.

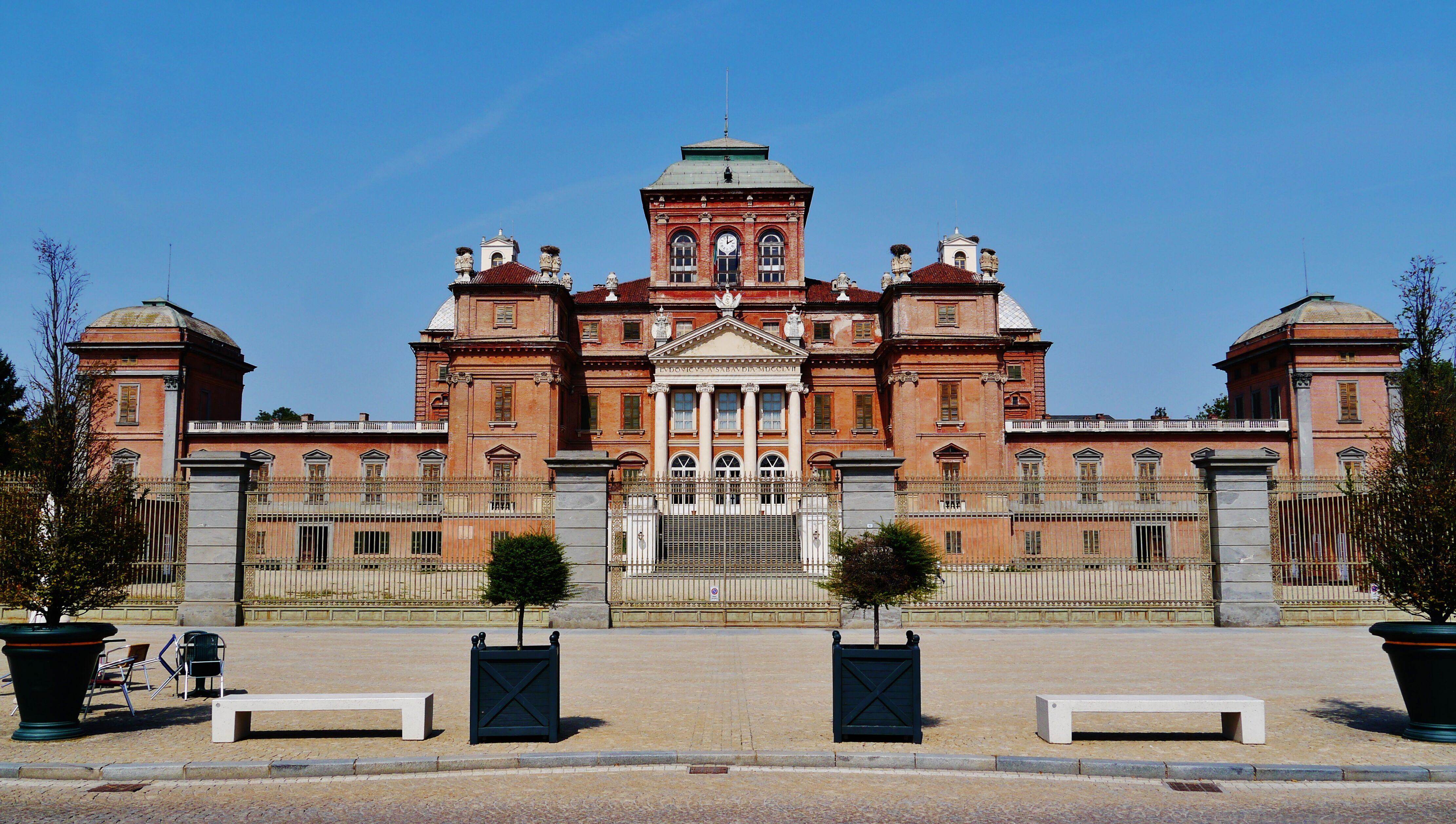
Château royal de Racconigi.

## Économie
Aux XVIIe et XVIIIe siècles, les princes de Carignan, dont c'était le fief, y installèrent d'importantes filatures de soie, les plus développées du Piémont.

## Culture
Le Cabinet étrusque de Racconigi, un cabinet de curiosités dans la résidence des Piémont-Sardaigne du lieu, le Castello Reale di Racconigi.

## Administration
| Période                        | Période  | Identité       | Étiquette     | Qualité |
| ------------------------------ | -------- | -------------- | ------------- | ------- |
| juin 2017 (réélu en juin 2022) | En cours | Valerio Oderda | Liste civique |         |

### Jumelages
Bonneville (France) depuis le 17 septembre 1989

## Personnalités liées à la commune
- Catherine de Racconigi, bienheureuse, religieuse tertiaire dominicaine.
- Antoine Pavoni, prieur dominicain et martyr.
- Oddone de Savoie, prince de la maison de Savoie, né à Racconigi en 1846.
- Humbert II d'Italie, dernier roi d'Italie, né à Racconigi en 1904